# Edwin W. Carrington

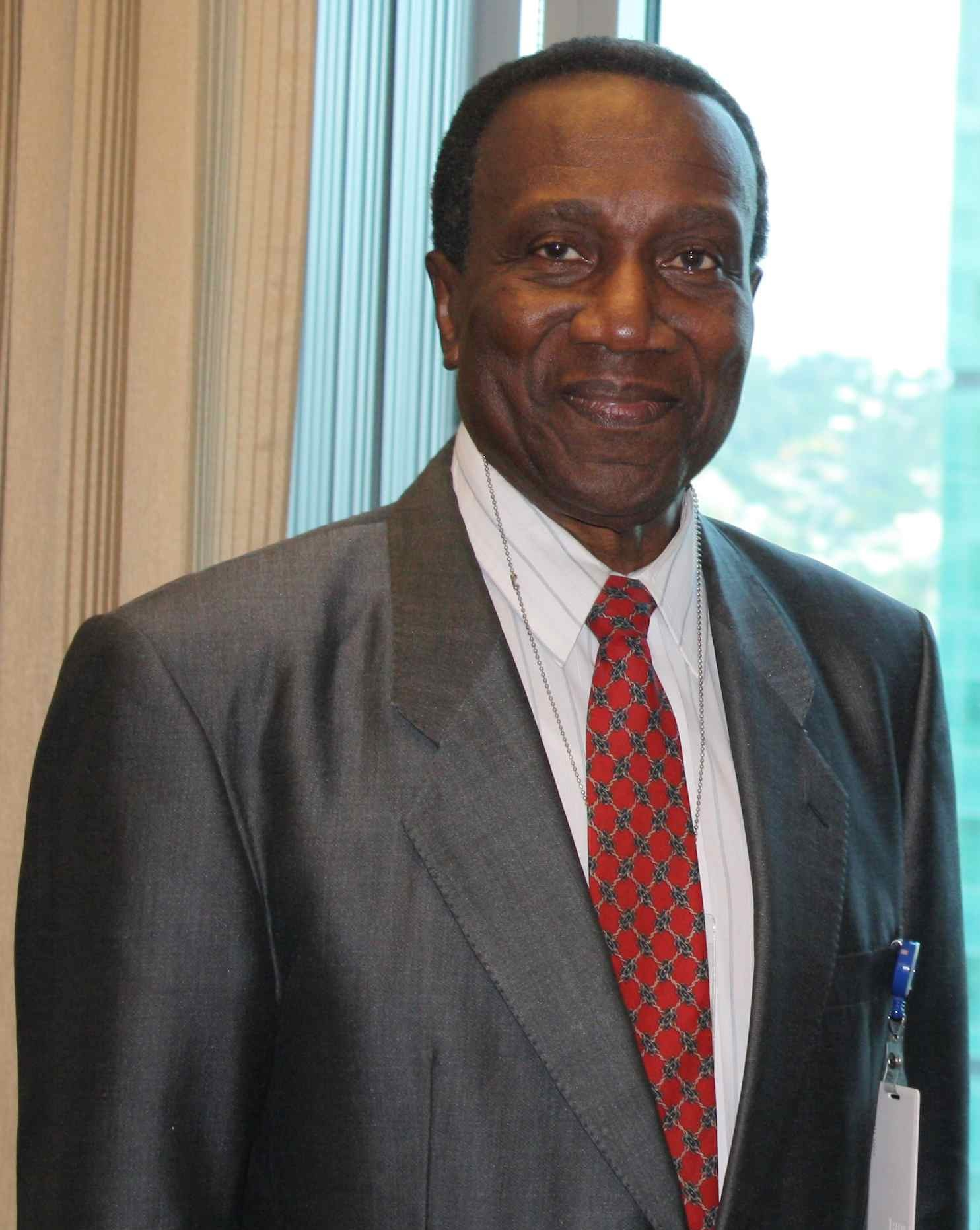
Edwin W. Carrington (2011)

Edwin Wilberforce Carrington T.C.  (* 23. Juni 1938 in Parlatuvier) ist ein trinidadischer Diplomat und Politiker und war von 1992 bis 2010 Generalsekretär der Karibischen Gemeinschaft (CARICOM).

## Leben
Er studierte Wirtschaftswissenschaft an der University of the West Indies und später an der McGill University in Montreal in Kanada. Danach kehrte er in die Karibik zurück und begann eine diplomatische Karriere. Drei Jahre nach Gründung der CARICOM wurde er 1976 deren stellvertretender Generalsekretär, ein Amt, das er bis 1985 innehatte. Danach wurde er zum Generalsekretär der AKP-Staaten gewählt und vertrat diese Organisation von 1985 bis 1990. In dieser Zeit lebte er vor allem in Brüssel, dem Sitz des AKP-Sekretariats. Er war an den Verhandlungen zum 1984 abgeschlossenen Lomé III-Abkommen mit der EWG beteiligt. Die Gruppe der AKP-Staaten, die damals hauptsächlich aus ehemaligen britischen und französischen Kolonien bestand, versuchte in dieser Zeit, ihre mit den ehemaligen Kolonialmächten bestehenden Handelspräferenzen auch gegenüber der EWG beizubehalten. Für die ehemals britischen Karibikstaaten war dies vor allem nach dem EWG-Beitritt Großbritanniens im Jahr 1973 zum Problem geworden (siehe Bananenkrieg). Carrington war in der Geschichte der AKP-Gruppe der einzige Generalsekretär aus einem karibischen Land.
Nach Ablauf seiner Amtszeit kehrte er nach Trinidad zurück und wurde 1991 zum Botschafter seines Landes in Guayana bestellt. Im Jahr 1992 wurde er zum Generalsekretär der CARICOM gewählt, die ihren Sitz in Georgetown hat. Dieses Amt hat er seitdem durchgehend inne. Besonders durch die Öffnung des Eisernen Vorhangs 1989 und den Fall der Sowjetunion 1991 drohten die Karibikstaaten die Unterstützung Großbritanniens innerhalb der EWG (ab 1993: EG) zu verlieren, da sich die Aufmerksamkeit Europas nun hauptsächlich auf die Staaten Mittel- und Osteuropas richtete. Davor konnten die Karibikstaaten auf Grund der geringeren Lohnkosten teilweise europäische Betrieb anlocken und so die eigene Arbeitslosigkeit etwas senken. Nach der Ostöffnung wurde diese Option von westeuropäischen Firmen kaum mehr wahrgenommen. Ebenso waren karibische Einwanderer in Europa plötzlich nicht mehr als Arbeitskräfte gefragt, da Personen aus den ehemaligen kommunistischen Ländern zahlreich auf den westeuropäischen Arbeitsmarkt drängten. Die CARICOM versuchte unter der Führung von Carrington, dieser Entwicklung durch eine verstärkte innere wirtschaftliche Integration entgegenzuwirken. Der zuvor nur aus ehemaligen britischen Kolonien bestehende „Club“ öffnete sich, und so traten 1995 auch das ehemalige niederländische Suriname bei und 1998 auch das französischsprachige Haiti. Letzteres war ein besonders großer Schritt, da Haiti alleine mehr Einwohner hat als alle anderen CARICOM-Mitglieder zusammen. Auf Grund der dort anhaltenden politischen Wirren wurde das Land jedoch erst 2002 Vollmitglied.
In Anlehnung an die Entwicklung der Europäischen Union wurde auch die Einführung eines gemeinsamen Binnenmarktes (CARICOM Single Market and Economy – CSME) und einer gemeinsamen Währung diskutiert. Ersteres konnte auf Grund der verstreuten geographischen Lage der Mitgliedsländer und deren unterschiedlichen Wirtschaftsinteressen nur ansatzweise verwirklicht werden. Zweiteres ist ebenfalls bis heute nicht verwirklicht, jedoch besteht mit dem East Caribbean Dollar eine gemeinsame Währung von zumindest 6 kleineren Mitgliedsstaaten, die aber auch von zwei Nicht-Mitgliedsgebieten verwendet wird, die noch britische Überseeterritorien sind (Montserrat und Anguilla).
Auf Grund seiner langen Amtszeit ist Edwin Carrington in der Zwischenzeit eine Art Symbolfigur für die Integration der karibischen Gemeinschaft geworden. Da sich die wirtschaftliche Integration bis dato nicht tiefgreifend verwirklichen ließ, hat er den Fokus in den letzten Jahren auf kulturelle und soziale Aspekte gerichtet. So wurde ein gemeinsames Programm zur Bekämpfung von AIDS in der Region gegründet, Initiativen zur Reisefreiheit zwischen den Mitgliedsstaaten wurden gestartet und gemeinsame Kultur- und Sportveranstaltungen organisiert. Ähnlich der Europäischen Union betreibt die CARICOM keine einheitliche Außenpolitik, Carrington hat jedoch in den vergangenen Jahren versucht, für sich eine ähnliche Position, wie sie in der EU Javier Solana innehatte, aufzubauen. Dabei versuchte er besonders in den Jahren der Präsidentschaft von George W. Bush, die CARICOM möglichst neutral zu positionieren. So pflegte er sowohl zu den USA als auch zu deren deklariertem Gegner Hugo Chávez gute Kontakte. Weiters wurden der Kontakt zu den großen spanischsprachigen Karibikanrainerstaaten intensiviert, Mexiko wurde beobachtendes Mitglied und mit der Dominikanischen Republik wurden Beitrittsgespräche geführt. Weiters versucht er, die CARICOM bei internationalen Verhandlungen, etwa der WTO und der UN-Klimakonferenz, mit einer Stimme auftreten zu lassen, indem die diplomatischen Positionen im Vorfeld abgestimmt werden. Dabei tritt die CARICOM immer wieder als Gegner einer vollkommenen Globalisierung der Weltwirtschaft auf, da dies die wirtschaftsschwachen und auf wenige Exportgüter orientierten Staaten der Karibik benachteiligt. Aus Angst, europäische Absatzmärkte zu verlieren, lehnt die CARICOM auch US-Initiativen zu einem Beitritt zur NAFTA oder ALCA ab und befürwortet außerdem eine Aufhebung des US-Embargo gegen Kuba.
Den Posten als Generalsekretär der CARICOM bekleidete Carrington bis zum 31. Dezember 2010. Im Anschluss übernahm Lolita Applewhaite aus Barbados das Amt der Generalsekretärin zwischen dem 1. Januar und dem 15. August 2011 kommissarisch, ehe am 15. August 2011 der bisherige stellvertretende Generalsekretär der CARICOM für Handel und wirtschaftliche Integration, Irwin LaRocque aus Dominica, neuer Generalsekretär der Karibischen Gemeinschaft wurde. Von 2011 bis 2022 war er Botschafter von Trinidad und Tobago bei der Karibischen Gemeinschaft.